# Кахул (Дагестан)
Каху́л (лезг. Кьехуьл) — упразднённое село в Ахтынском районе Дагестана. На момент упразднения входило в состав Зрыхского сельсовета. Исключено из учётных данных в 1975 г.

## География
Село Кахул расположено в северо-западной части Ахтынского района, в Кахульском ущелье (Умаждере) Самурского хребта. Близ села течёт река Кахулкам. До районного центра Ахты от села — 22 километра. До близлежащего села Зрых — 6 километров. Вокруг села находятся урочища: Умаждере, Вергьел мигьий, ТIил-там, ТIагьар-тIар, ГъечIи-кам (месторождение глины для гончарных изделий). Родники: Махмудар булах, Торкар булах, Хандин булах, Сиван булах.

## История
По преданиям, кахульцы переселились на данное место из Курахского района. В Новое Время село входило в состав Рутульского бекства. В 1839 году Кахул вошёл в состав Российской империи. Административно входил в состав Самурского округа Дагестанской области. Вместе с селом Зрых образовал Зрыхское сельское общество Ахтыпаринского наибства (с 1899 года Ахтыпаринский участок). На начало 1961 года в кахульском колхозе имени Димитрова работало 118 колхозников из 45 хозяйств, имелось 158 голов крупного рогатого скота (в том числе 40 коров), 2326 овец и коз.
В 1964—1965 годах жители Кахула числом 45 хозяйств переселились в село Гильяр Магарамкентского района Дагестана.
В то же время было переселено 25 хозяйств в Огузский (в то время Варташенский) район Азербайджанской ССР и также по 20 хозяйств в азербайджанские города Губа, Хачмаз и Сумгаит. 10 хозяйств проживало в городах Махачкала, Дербент, Изберг Дагестанской АССР и 5 в селе Зрых находившемся поблизости от села Кухал.
Указом ПВС ДАССР от 15.12 1975 г. село Кахул исключено из учёта «как несуществующее».

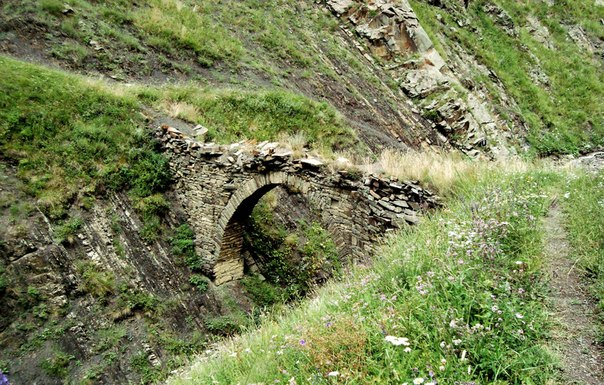
Мост выше Кахула

В данное время село пустует, близ него расположено несколько каменных кошар на 500 голов каждая.

## Население
| Численность населения | Численность населения | Численность населения | Численность населения | Численность населения | Численность населения |
| 1869                  | 1886                  | 1895                  | 1908                  | 1926                  | 1939                  |
| --------------------- | --------------------- | --------------------- | --------------------- | --------------------- | --------------------- |
| 222                   | ↗415                  | ↘406                  | ↗441                  | ↘318                  | ↘208                  |

До переселения в селе Кахул жили лезгины, мусульмане-сунниты. В 1869 году в селе проживало 222 человека, из них мужчины — 120, женщин 102. Село состояло из 41 дома
На данный момент в селе никто не живёт. Однако кахульцы, переселившиеся в село Гильяр, летом 2013 года изъявили желание восстановить родовое село. Население села делилось на тухумы: Махмудар, Торкар, Демирар.